# Far-outpunt

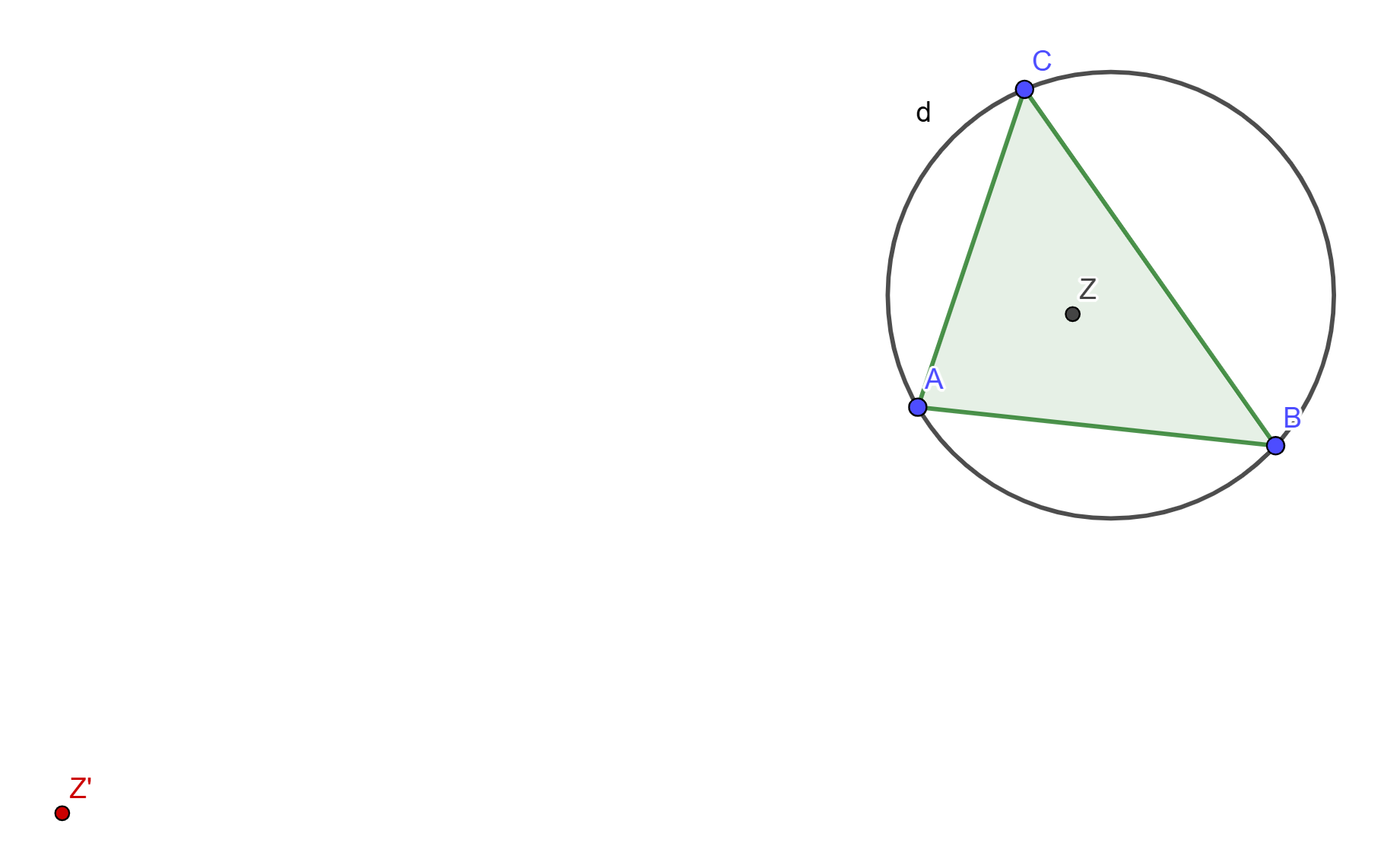
Driehoek ABC (groen), met omgeschreven cirkel d en zwaartepunt Z. Linksonder in het rood het far-outpunt Z'.

Het far-outpunt, is het driehoekscentrum met kimberlingnummer X(23). Het punt is de inverse van het zwaartepunt Z van driehoek ABC in de omgeschreven cirkel van ABC.
De barycentrische coördinaten van het far-outpunt zijn
{\displaystyle \left(a^{2}(b^{4}+c^{4}-a^{4}-b^{2}c^{2}):b^{2}(a^{4}+c^{4}-b^{4}-a^{2}c^{2}):c^{2}(a^{4}+b^{4}-c^{4}-a^{2}b^{2})\right)=}
{\displaystyle \left(2\sin(2A)-3\tan(\omega ):2\sin(2B)-3\tan(\omega ):2\sin(2C)-3\tan(\omega )\right),}
hierin is {\displaystyle \omega } de hoek van Brocard.

## Eigenschappen
- Het far-outpunt ligt op de rechte van Euler;
- Het far-outpunt ligt op de cirkel van Parry;
- Laat O het middelpunt zijn van de omgeschreven cirkel van ABC en A'B'C' de antivoetpuntsdriehoek van O. De omgeschreven cirkels van driehoeken OAA', OBB' en OCC' snijden elkaar behalve in O ook in het far-outpunt.